# Francesc Salvà i Campillo
Francesc Salvà i Campillo (Barcelona, 12 de juliol de 1751 - 13 de febrer de 1828) va ser un metge, físic, meteoròleg i inventor català. Va ser un científic destacat de la Il·lustració tardana que va dedicar tota la seva vida a la recerca en diferents camps del coneixement, aplicant-hi el mètode científic.
A més de les seves aportacions al món de la medicina, que van ser molt importants, Salvà és reconegut pels seus assoliments en el camp de la física i és considerat el creador del primer telègraf elèctric. També se'l considera el primer meteoròleg barceloní.

## Biografia

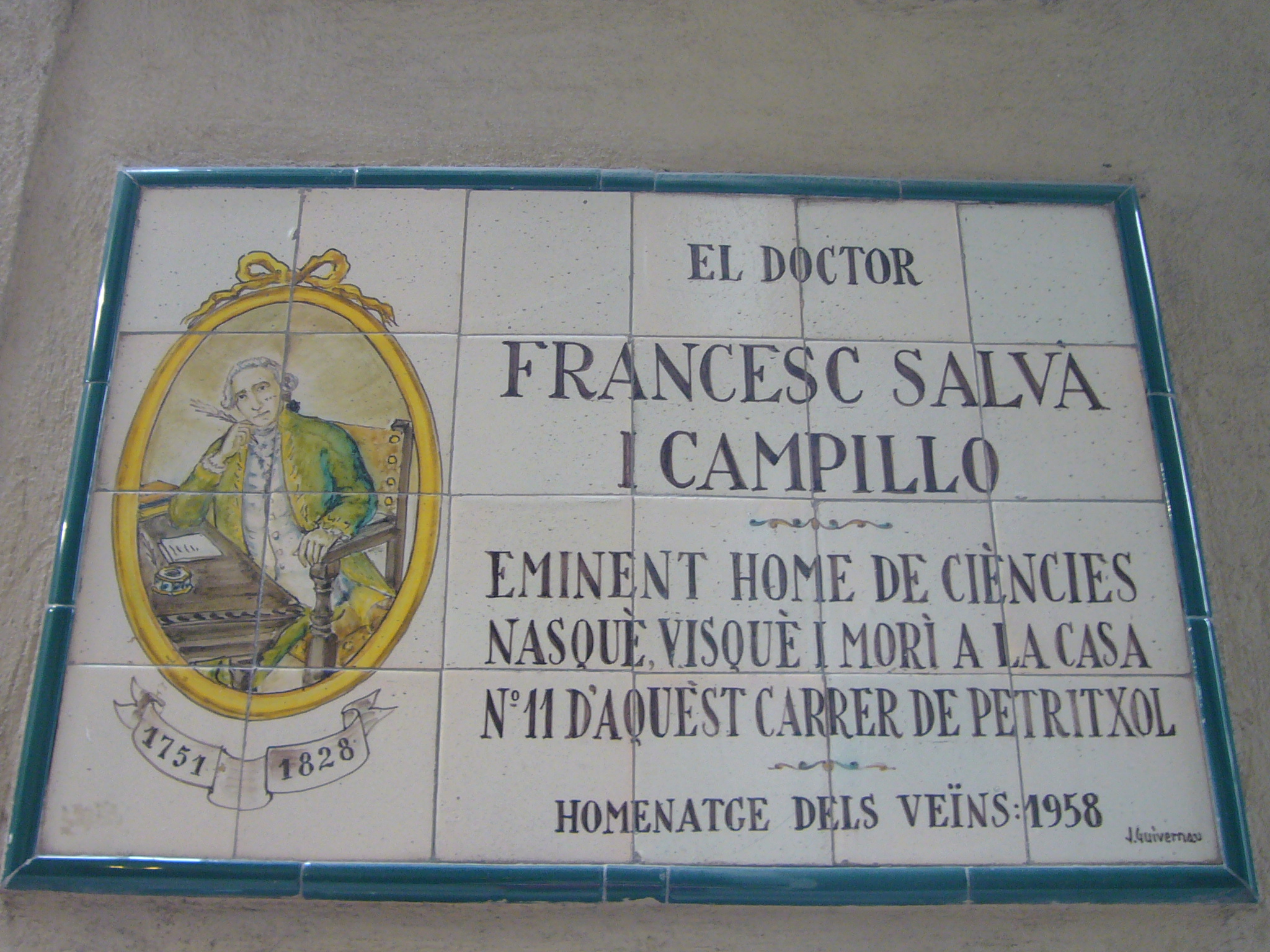
Placa al carrer Petritxol, núm 11, on Francesc Salvà i Campillo nasqué, visqué i morí

Francesc Salvà i Campillo va néixer al carrer Petritxol, núm 11, de Barcelona el 12 de juliol de 1751. Era fill únic del doctor Jeroni Salvà i Pontich, metge de l'Hospital de la Santa Creu de Barcelona i de la seva esposa, Eulàlia Campillo, que pertanyia a una família acomodada (l'avi matern de Salvà era un apotecari de Mataró).
Salvà de seguida va demostrar ser un jove amb un gran potencial, fet que li valdria poder estudiar a la Universitat de València durant tres anys. Tot seguit es va llicenciar en filosofia i medicina a la Universitat d’Osca l’any 1771. Després, va continuar els estudis a la Universitat de Tolosa, a França, on es va doctorar en medicina.
L’any 1773, amb només vint-i-dos anys, es va incorporar a l’Acadèmia Medico-Pràctica de Barcelona, que avui es coneix com a Reial Acadèmia de Medicina de Catalunya. Era una institució que defensava una medicina moderna, basada en l'observació i l'experimentació. Amb els anys, Salvà en va ser secretari i vicepresident interí; també va ser al front —juntament amb Vicenç Mitjavila— de la càtedra de Medicina Pràctica que s'hi va inaugurar el 1801. Influenciat per les idees il·lustrades vingudes de França, Salvà no es va limitar a la medicina, sinó que també es va endinsar en altres camps del coneixement. El 1780 va començar les seves activitats meteorològiques, prenent mesures a casa seva, al carrer de Petritxol, amb instruments que ell mateix construïa. El 1783, juntament amb el seu col·lega Francisco Santponç, va crear una màquina per eliminar fibres del cànem i el lli, i també un nou cremador portàtil més segur i econòmic. Un any més tard, amb Santponç i el capellà Mariano Oliveres, duria a terme els primers experiments amb globus d’aire calent a Barcelona.
Ja al tombant de segle, va participar en projectes tan sorprenents com un canal sec per al transport de mercaderies i un vehicle submarí per al rescat de nàufrags. Els seus estudis en física el van portar a ser nomenat membre de la Reial Acadèmia de Ciències Naturals i Arts de Barcelona el 8 de febrer de 1786. El seu principal interès en aquesta acadèmia era l’electricitat, on faria contribucions destacades creant el primer telègraf elèctric de la història. Entre 1796 i 1799 va viure a Madrid, on va intentar aconseguir una càtedra de medicina clínica per a l’Acadèmia de Medicina Pràctica de Barcelona. Finalment ho aconseguiria el 1801, amb la col·laboració del seu col·lega Vicente Mitjavila.
El dia 12 de febrer de 1802, es va casar a l'església de Santa Maria del Pi de Barcelona amb Llúcia Esteve Cebrià. En els seus darrers anys va continuar exercint i fent classes, tot i que patia pèrdues de memòria. Va morir el 13 de febrer de 1828, amb setanta-sis anys, per una malaltia cerebral i sense deixar descendència. Va ser enterrat de forma humil, com era el seu desig. En aquell moment ja era una figura reconeguda dins l’escena científica barcelonina. Al seu testament, escrit íntegrament en català, donaria la seva biblioteca a les acadèmies i el seu cos a la ciència.

## Metge
El seu paper com a metge destaca en dos aspectes fonamentals que esdevenen d'un mateix origen: l'afany il·lustrat per millorar la ciència i potenciar la seva utilitat pràctica. D'ell, va dir el bisbe de Barcelona, Pedro Díaz de Valdés: 
| \| « \| Si no és el príncep dels metges, mereix bé a parer meu ser el metge dels prínceps[13][14] \| » \| |                                                                                   |   |
| —Pedro Diaz de Valdés, Bisbe de Barcelona                                                                 |                                                                                   |   |
| « | Si no és el príncep dels metges, mereix bé a parer meu ser el metge dels prínceps | » |

En aquest aspecte professional, per exemple, va tenir un especial interès en la difusió dels avantatges de les campanyes de vacunacions, especialment útils per combatre la verola. La capacitat professional de Francesc Salvà resta àmpliament demostrada amb el reconeixement a països estrangers, especialment a França, on va rebre diversos guardons per part de la Société Royale de Médecine de París.
Un altre aspecte destacat de Salvà va ser l'esforç per retornar a Barcelona la possibilitat de formar metges, capacitat perduda després de la Guerra de Successió. Amb un esforç conjunt, s'aconseguiria obrir una càtedra de clínica a Barcelona, pas previ per a l'establiment d'una facultat de Medicina, de la qual va ser el primer catedràtic titular, iniciant les classes l'1 de juliol de 1801.
Va tenir una gran i sincera preocupació per la salut pública, que a l'època se centrava a combatre, entre d'altres, la verola mitjançant processos innovadors com la vacuna, de la qual era un gran defensor. A Salvà no només li preocupava el benestar social, sinó que entenia que les condicions de vida eren les causants de bona part d'aquest tipus de malalties infeccioses. Salvà vivia a Barcelona en plena industrialització, amb la formació d'una classe proletària en una ciutat amb una presència tradicional d'un ampli ventall de processos fabrils i amb un recinte emmurallat i unes servituds de caràcter militar que comprimien i dificultaven sens dubte les condicions de treball i de vida dels barcelonins, especialment de les classes i els estaments humils.

## Meteoròleg

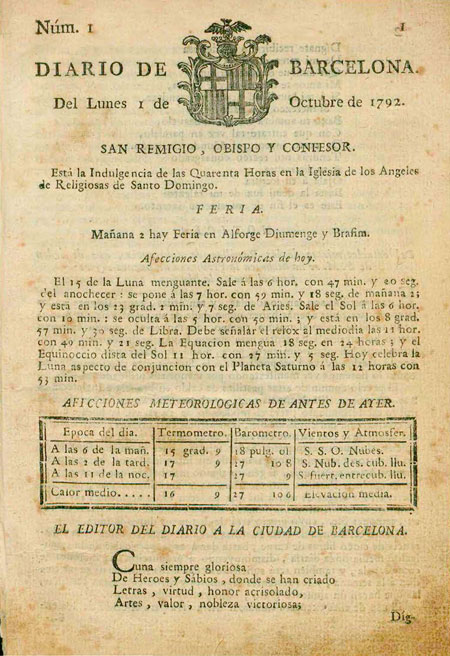
Primer número del Diari de Barcelona

Salvà era aficionat a la meteorologia, ja que volia veure la relació entre les variacions atmosfèriques i la producció agrícola, la salut i les malalties. Així que des del 1780 va començar a prendre dades seguint una mateixa metodologia des de la seva casa del carrer Petritxol número 11. Amb el temps, les dades les passava al Diari de Barcelona. Al primer número del diari, de l'1 d'octubre de 1792, ja hi apareixen dades sobre temperatura, pressió atmosfèrica, vent i estat del cel.
La sèrie de dades de Salvà és la primera de moltes altres que hi ha hagut a Barcelona des de llavors. Gràcies a la seva tasca i a la de la resta d’observadors meteorològics que ha tingut la ciutat, el Servei Meteorològic de Catalunya (SMC), la Universitat de Barcelona i la Universitat Rovira i Virgili i el CSIC van poder reconstruir i homogeneïtzar la sèrie instrumental de temperatura i precipitació més llarga de la península Ibèrica. Les taules de les observacions astronòmiques i meteorològiques, registrades des del 1780 fins al 1828, es conserven a la Reial Acadèmia de Medicina de Barcelona.

## Inventor del telègraf elèctric

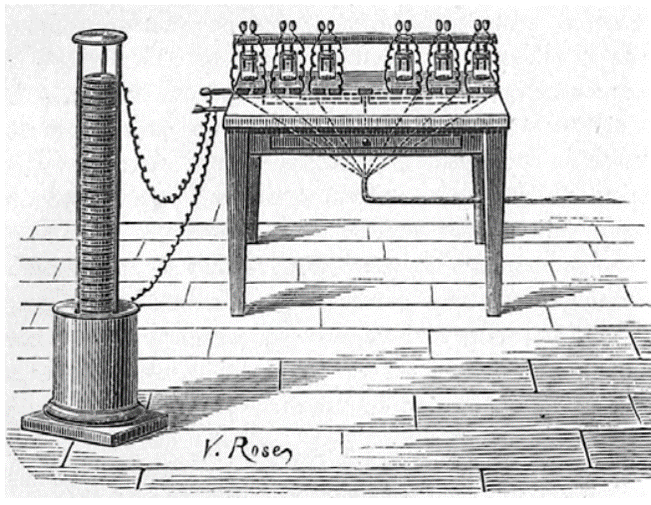
Reproducció del telègraf de Salvà en l'obra "A history of electric telegraphy" de John Joseph Fahie (1837)

El 9 de gener de 1788, va presentar un informe a l’Acadèmia de Ciències de Barcelona sobre l’electricitat positiva i negativa, amb la intenció de demostrar que la càrrega elèctrica podia atribuir-se a un excés o una manca d’un sol tipus d’electricitat. El juny de 1788, va escriure sobre el foc de Sant Elm, i el 20 de març de 1793 va presentar una nova memòria a l’Acadèmia sobre la invenció i els usos de l’electròfor.
En aquella època, Salvà també feia experiments similars als que estaven desenvolupant Alessandro Volta i Luigi Galvani, abans de presentar l’informe que li donaria una merescuda reputació. Aquest informe, titulat «L’electricitat aplicada a la telegrafia», proposava un nou tipus de telègraf electroestàtic basat en ampolles de Leiden, i va ser presentat el 16 de desembre de 1795 a l’Acadèmia de Ciències de Barcelona. En aquest treball, Salvà defensava el telègraf elèctric com a millor alternativa de comunicació que no pas el telègraf òptic. Inspirant-se en els experiments de Watson i Bewis, que descarregaven una ampolla de Leiden a través d’un fil metàl·lic, Salvà va proposar el seu conegut telègraf electroestàtic.
El seu aparell va cridar l’atenció de Manuel Godoy, Conseller d’Estat (equivalent a primer ministre), que el va convidar a mostrar el seu invent davant la Família Reial espanyola a Aranjuez. Salvà ho va fer l’any 1796 durant la seva estada a Madrid. En els anys següents, va continuar fent experiments sobre galvanisme, que també va presentar a l’Acadèmia de Ciències de Barcelona. El primer es va presentar el 19 de febrer de 1800 amb el títol «Sobre el galvanisme», i el segon el 14 de maig del mateix any, amb el títol «Sobre l’aplicació del galvanisme a la telegrafia». En aquest treball, utilitzava la contracció de les potes de granota com a mètode de transmissió de senyals.
Mentrestant, a Europa es feien descobriments rellevants. A Itàlia, Alessandro Volta (1745–1827), arran d’una polèmica amb Galvani, havia inventat la pila elèctrica, capaç de generar un corrent continu. Al Regne Unit, William Nicholson i Anthony Carlisle havien descobert el procés d’electròlisi: la descomposició de l’aigua mitjançant el pas d’un corrent elèctric, generant bombolles d’hidrogen i oxigen. Salvà va comprendre ràpidament els avantatges d’aquests descobriments respecte als seus sistemes anteriors i, el 22 de febrer de 1804, va presentar a l’Acadèmia de Ciències de Barcelona el seu «Segon informe sobre el galvanisme aplicat a la telegrafia», on defensava l’ús de la pila voltaica en lloc de les ampolles de Leiden per generar electricitat, i la descomposició de l’aigua (electròlisi) per detectar el pas del corrent, en lloc dels mètodes més antics com la sacsejada elèctrica, l’atracció de boletes de suro o la contracció de potes de granota.
Salvà, al seu segon informe, hi parla d’utilitzar una sèrie de fils per construir un sistema complet, però admet que pot resultar difícil d’entendre, així que prefereix tractar l’explicació amb experiments posteriors. Per això es creu que aquell mateix dia hauria dut a terme algunes demostracions pràctiques a curta distància davant els membres de l’Acadèmia de Ciències, però no hi ha proves que arribés a mostrar una comunicació real a llarga distància. Bàsicament, la màquina funcionava amb una pila i uns cables plens de fils que corresponien a lletres, i que connectaven a l'altra punta amb un receptor electroquímic. Cada vegada que un impuls elèctric recorria un fil i arribava al receptor, l'operador veia un borbolleig que podia identificar amb una lletra, fins a formar paraules i frases en relativament poc temps.
El telègraf elèctric de Salvà va generar molta expectació i va servir d'inspiració per a futurs inventors. El seu prototip havia arribat cinc anys abans que el científic alemany Samuel Thomas von Sömmering desenvolupés un sistema molt similar, tot i que aquest darrer és, malauradament, molt més reconegut avui en dia. La invenció del primer telègraf elèctric no serà reconeguda a Salvà i Campillo fins al 1901 per l'enginyer italià Guglielmo Marconi. Tanmateix, l'invent no seria estrictament atribuït al català fins al novembre del 2018, quan l'IEEE (Institut of Electrical and Electronic Engineers) l'hi reconeix a partir de la seva tercera memòria del 1804 presentada per Antonio Pérez Ayuste, un professor de la Universitat Politècnica de Madrid.

## Obra

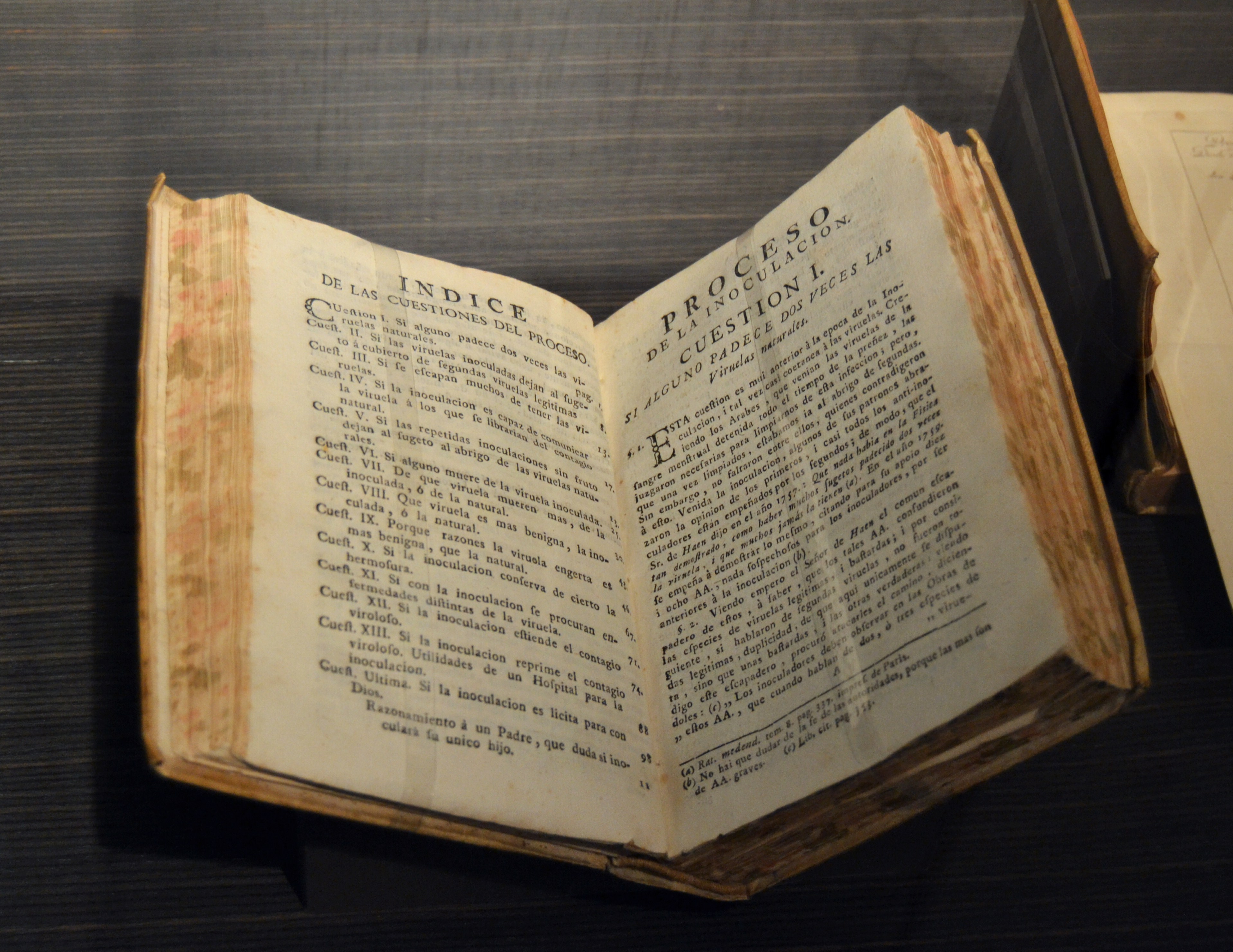
Francesc Salvà i Campillo, Proceso de la inoculación presentado al Tribunal de Sabios para que la juzguen: resumen del dicho proceso en un razonamiento dirigido a un padre, Barcelona, 1777. Col·lecció cientificomèdica de la Universitat de València.

- La inoculacion presentada a los sabios: por el doctor en medicina Francisco Salvá y Campillo, de la academia médico-práctica de Barcelona. Barcelona, per Francisco generes, 1777.
- Respuesta a la primera pieza que publico contra la inoculacion Antonio de Haen, médico de S.M. Imperial: su autor el Dr.Francisco Salvá y Campillo, etc.. Barcelona, per Francisoc Rivas, 1777. En aquesta Salvà Tradueix l'obra de Haen contra la inoculació de la verola, al qual rebat totes les seves objeccions.[cal citació] Junt amb aquesta es presenten les dues dissertacions següents:

- Disertacion sobre el influjo del clima en la variacion de emfermedades y remedios. Salvà manifesta, en aquesta, la influencia del clima en les malalties, tot establint la utilitat dels mateixos mètodes de cura tot modificant-los segons el clima. Impugna les opinions dels que pretenen que les mateixes malalties es curin mitjançant diferents mètodes segons el país.
- Disertacion de los saludables efectos de las frutas. Salvà prova que les fruites son saludables menjades amb prudència i a certes hores.

- Carta a un amigo sobre el éstasis de la decantada muger del lugar de Llerona. Barcelona, per Francisco generes, 1779. Salvà presenta la història de la malaltia i sopor d'un cas singular d'una dona que visqué prop de dos mesos sense prendre aliment, exponent diverses reflexions sobre el cas.[cal citació]

- Disertacion sobre la esplicacion y uso de una nueva máquina para agramar cáñamo y lino, inventada por los doctores en medicina Francisco Salvá y Campillo y Francisco Samponts y Roca, socios de la Academia médico-práctica de la ciudad de Barcelona. Madrid, Imprempta Reial, 1784.[29]
- Memoria sobre el modo de enviar el cáñamo y el lino sin perjuicio de la salud pública. 1787. Obra feta per Salvà a raó d'un premi convocat per la Reial societat de medicina de Paris el 1787 vers el tema tractat. Salvà guanyà amb aquesta el premi, consistent en una medalla d'or de 150 lliures. Salvà renuncià a aquesta pera que fos adjudicada novament.[30]

- Carta del Dr.Francisco salvá y Campillo al licenciado D.Vicente Ferrer Gorraiz Beaumont y Mendoza, presbítero, exprofesor público de filosofia y teologia de las universidades de Toledo, Alcalà y Valladolid, historiador por el rey de su real gabinete de historia natural, etc., sobre la inoculacion de la viruelas. Barcelona, per Eulàlia Piferrer, 1785. Escrit de resposta a les critiques de Ferrer sobre la inoculació.[cal citació]

- Carta de D.Gil Blas a D. Blas Gil, sobre la memoria publicada contra la inoculacion por el Dr. D.Jaime Menós. Barcelona, per Eulàlia Piferrer, 1786. Publicada anònima, i d'estil burlesc, en aquesta Salvà es burla del Dr.Menòs, qui s'oposà a la inoculació de la verola.[cal citació]

- Cuestion moral. ¿Es licito dejar de inocular las viruelas?. Salvà discutí aquest tema en els diaris de Madrid del 4 al 9 de desembre de 1798.[cal citació]

- Aviso importante sobre los casos estraordinarios de viruelas legítimas, sobrevenidas mucho tiempo despues de la vacuna verdadera, y tentativas para precaverlas, con otras reflexiones dirigidas a perfeccionar la práctica de la vacuna. Salvà analitza diverses qüestions sobre el tema tot resolent-les. Molts metges seguiren les indicacions exposades en aquest.[30]

- Memoria premiada por la real sociedad de medicina de Paris en su junta pública de la cuaresma del año de 1790, sobre las utilidades y daños de los purgantes y la ventilacion en las viruelas; por el Dr.D. Francisco Salvá, secretario de la real academia médico-práctica de Barcelona. 1790 (impresa a Madrid per la impremta Reial el 1798)
- Respuesta del Dr.D. Francisco Salvá y Campillo al papel intitulado naturaleza y utilidad de los antimotiales compuesto por el Dr.D.Ambrosio Gimenez y Lorite, mèdico de los reales ejércitos, etc.. Barcelona, per Eulàlia Piferrer, 1790. En aquesta Salvà examina la composició de la mixtura antimonial i opiàcia antifebril del Dr.Masdevall.

- De analogia inter scorbutum et quasdam febres temtamen: autore doctores Francisco Salvá, etc.'. Barcelona, per Mateo Barceló, 1794. Memòria presentada a la Societat mèdica de Paris. consta de dues parts: en la primera s'estudia l'analogia entre l'Escorbut i les calenturas tifoideas. En la segona part exposa els avantatges de considerar aquesta analogia per a la cura d'ambdues.[cal citació]

- Topografia del departamento destinado para las mugeres en el real hospicio de Barcelona, y epidemias observadas en él: en 1787 y 1794, por el Dr.D. Francisco Salvá, socio residente, leidas por el mismo en las juntas de 24 de noviembre de 1787, y 30 del mismo més de 1791
- Esposicion de la enseñanza de medicina clínica en el real estudio erigido pòr S.M. bajo la direccion de la real academia médico-práctica de Barcelona. Por el Dr.D.Francisco Salva, etc.. Barcelona, per l'Hereu de Mateo Barceló, 1802. Considerada una de les millors obres de Salvà. Recull dades entorn el desenvolupament de la seva càtedra. Consta de tres anys clínics, que foren publicats el 1802, 1806 i 1818.[cal citació]

- Leccion inaugural que en el dia 12 de diciembre de 1804 dijo el Dr.D.Francisco Salvá, etc., en la abertura del curso de prelecciones sobre las calenturas pútridas, malignas, contagiosas y pestilenciales, en cumplimiento de la real orden de 25 de noviembre del mismo año. Barcelona, per Francisco Ifern y oriol, 1804.
- Discurso inaugural sobre la necessidad de reformar los nombres de los morbos y plan para hacerlo. 1805
- Pensamientos del Dr.D.Francisco Salvá y Campillo sobre el arreglo de la enseñanza del arte de curar. Publicalos el DR.D.Francisco Samponts, primer médico en gefe del primer ejército de S.M.C.. Mallorca, per Antonio Brusi, 1812.
- Suplento a los pensamientos sobre el arreglo de la enseñanza del arte de curar; por el Dr. D. Francisco Salvá, etc. Barcelona, per Manuel Texero, 1813.
- Coleccion de trozos inéditos, relativos principalmente a la supuesta importacion de la fiebre amarilla de Cádiz del año 1800 con semilla estraña. Impresa el 1820.
- Análisi de la fiebre llamada vulgar e impropiamente amarilla o vómito prieto'. 1821
- Nuevos métodos de imitar las aguas de las fuentes sulfúreas. 1817
- Manual para el servicio de los enfermos, o resumen de los conocimientos necesarios a las personas encargadas de ellos: escrito en francés por el esclarecido Carrere en 1786

Obres manuscrites
- Compendio de los comentarios de Wan-Swieten a los aforismos de Boerhaave sobre el conocimiento y curacion de las emfermedades
- Carta dirigida al sr.Masdevall sobre el uso de los antimoniales en las fiebres púfridas
- Conjeturas sobre la causa y pronta curacion de las fiebres pútridas, sujetadas al exámen de los médicos
- Aviso al público sobre las sangrias y purgas de precaucion.
- Parangon entre los dos sabios ingleses, el almirante Horacio Nelson y el médico Eduardo Jenner, inventor de la vacuna

## Llegat
Francesc Salvà i Campillo va morir el 13 de febrer de 1828 d'una malaltia cerebral. És enterrat al fossar familiar, al paviment de l'església de Santa Maria del Pi.
A més de les seves obres i investigacions, Salvà va llegar una biblioteca a la càtedra de clínica composta per més de mil cinc-cents volums de temàtica mèdica. Juntament amb aquestes obres també llegà a la Reial Acadèmia de Medicina de Barcelona mil quatre-centes lliures catalanes perquè aquesta concedís dos premis anuals de trenta lliures cada un, el primer destinat a aquell que resolgués un problema proposat per l'acadèmia i un altre a qui presentés la millor descripció d'una epidèmia ocorreguda a Espanya.
Aquest eminent científic deixà mostra del seu afany per a l'observació i el mètode experimental en la cerca de nous coneixements, tot deixant el seu cos a la «instrucción pública». Seguint la seva última voluntat, el seu cor es troba conservat en una urna, juntament amb els seus llibres, a la Reial Acadèmia de Medicina de Barcelona. Un retrat seu forma part de la Galeria de Catalans Il·lustres de l'Ajuntament de Barcelona.
El CRAI Biblioteca de Fons Antic de la Universitat de Barcelona conserva algunes obres que van formar part de la biblioteca personal de Salvà, així com dos exemples de les marques de propietat que van identificar els seus llibres al llarg de la seva vida.